# Африканско четкоопашато бодливо свинче
Африканското четкоопашато бодливо свинче (Atherurus africanus) е вид гризач от семейство Бодливи свинчета (Hystricidae). Видът не е застрашен от изчезване.

## Разпространение
Разпространен е в Бенин, Габон, Гамбия, Гана, Гвинея, Демократична република Конго, Екваториална Гвинея, Камерун, Кения, Кот д'Ивоар, Либерия, Сиера Леоне, Того, Уганда и Южен Судан.

## Описание
На дължина достигат до 43,1 cm, а теглото им е около 2,9 kg.
Продължителността им на живот е около 22,9 години.